# ノアイユ (コレーズ県)
ノアイユ （Noailles、オック語:Noalhas）は、フランス、ヌーヴェル＝アキテーヌ地域圏、コレーズ県のコミューン。

## 地理

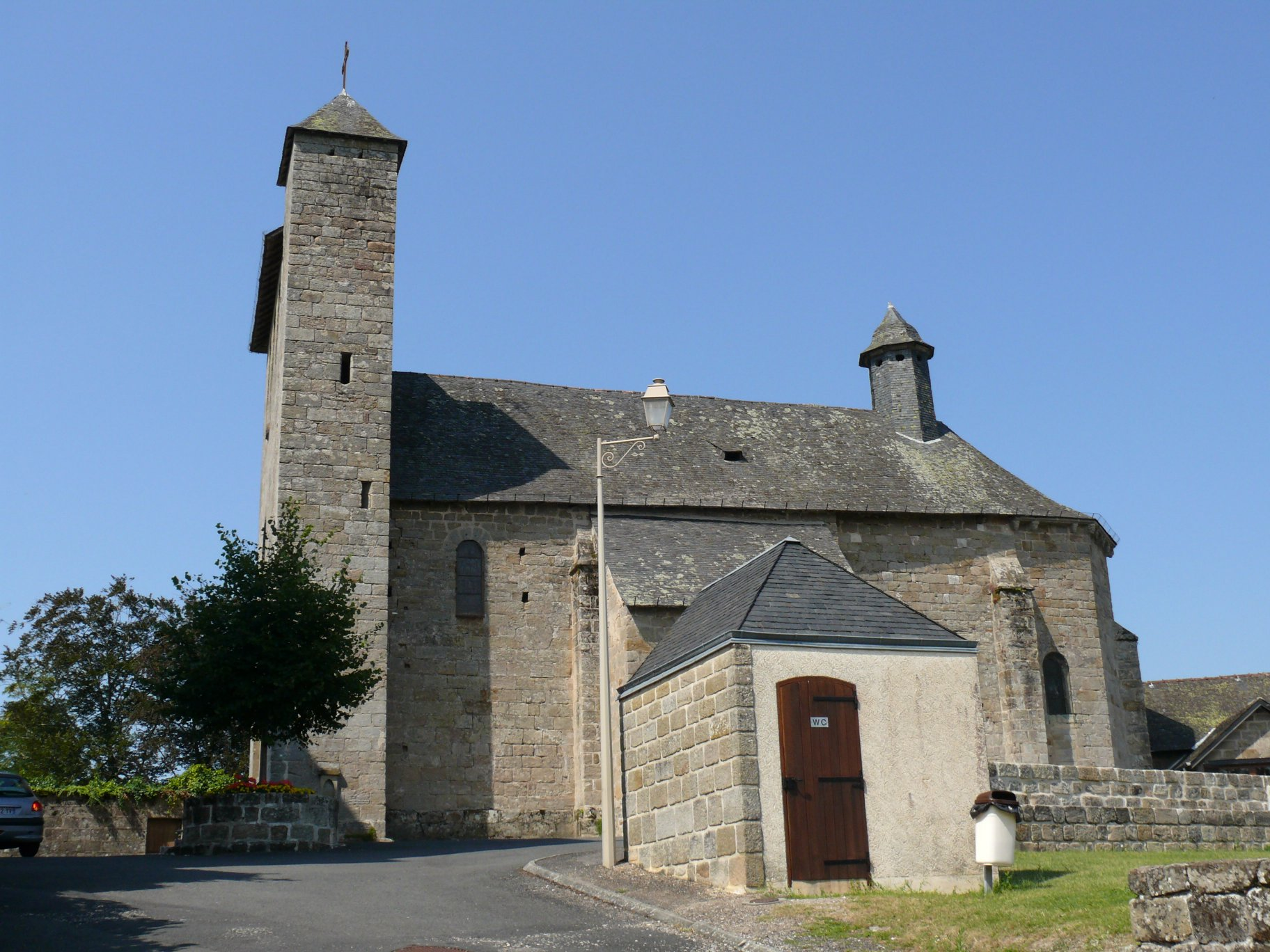
ラソンプション教会

ブリーヴ＝ラ＝ガイヤルド都市圏に位置するノアイユは、コレーズ県の低地、ブリーヴ盆地の南、カルスト台地であるマルテル台地の北にある。オートルート 20の往来、特にインターチェンジの存在により、約8km離れるブリーヴ＝ラ＝ガイヤルドへ直接通行可能である。

## 地質
ノアイユは、砕岩質のブリーヴ盆地とアキテーヌ盆地の堆積層の間の接合部である、堆積岩層の上にある。これら岩の2つの集合体の境界は、メサックにある東西の断層で示されている。こうした堆積岩は水による侵食に非常にもろく、丘の存在は侵食された地形である説明がつき、コミューン南部ではカルストの特徴を見せている。

## 歴史
13世紀以来続くフランス貴族、ノアイユ家の祖先はこの地の出身である。

## 人口統計
| 1962年 | 1968年 | 1975年 | 1982年 | 1990年 | 1999年 | 2006年 | 2011年 |
| ------ | ------ | ------ | ------ | ------ | ------ | ------ | ------ |
| 358    | 360    | 383    | 515    | 648    | 756    | 754    | 884    |

参照元:1999年までEHESS、2004年以降INSEE

## 史跡
- ラソンプション・ド・ノートルダム教会[5] - 丘に腰掛けるようにして建つ。
- シャトー・ド・ノアイユ[6] - 教会の隣にある